# قصر تابنعاطوط
قصر تابنعاطوط هو قصرٌ (قريةٌ محصنة) في المغرب، يقعُ في منطقة جهة درعة تافيلالت. تبلغ مساحته 0.30 هكتار.